# Dego
Dego är en stad och kommun i provinsen Savona i Ligurien i norra Italien. Kommunen hade 1 974 invånare (2018) och gränsar till kommunerna Cairo Montenotte, Castelletto Uzzone, Giusvalla, Gottasecca, Piana Crixia och Spigno Monferrato.
Degos kommundelar, frazioni, är Berri, Bormiola, Bricco, Brovida, Girini, Niosa, Porri och Santa Giulia. I Santa Giulia föddes jungfrumartyren Teresa Bracco.